# Антопіль (Рівненський район)
Анто́піль — село в Україні, у Білокриницькій сільській громаді Рівненського району Рівненської області. Населення — 514 осіб.

## Історія
З XVI століття по 1735 рік село перебувало у власності шляхтичів Бабинських. Вперше як населений пункт згадується 8 квітня 1740 року у метричних книгах Крупського костелу (Гориньград Перший), як Волька Бабинська (пол. Wolka Babinska). На той час хутір Антопіль або Волька Бабинська відносився до Бабинської економії де проживали переважно вільні люди, однодворці та дрібна шляхта. Населення католицького віросповідання відносилось до Крупського парафіяльного костелу, а населення православного віросповідання до приходу церкви Івана Богослова в Бабині.
З 1735 року село перебувало у власності київського каштеляна Казимира Стецького. До 1795 року — в складі Рівненського повіту Волинського воєводства Речі Посполитої. З початку ХІХ століття хутір Антопіль належав Олександрі Радивил. У 1851 році Бабинську економію разом з Антопілем придбав дворянин Граціан Погорський Ленкевич. З середини ХІХ століття Антопіль адміністративно належав до Рівненської волості Рівненського повіту, на той час як Бабин належав до Бугринської волості Острозького повіту. На зламі ХІХ — ХХ століть перебувало у власності Могилевських. За короткий час існування УНР село належало до Погоринського краю. З 1921 року Антопіль у складі Рівненської ґміни Рівненського повіту Волинського воєводства Польщі. В селі збереглася будівля старої поштової станції на автошляху Київ — Берестя. З 1939 року в складі Рівненського району Рівненської області УРСР. З 1991 року Рівненський район Рівненської області Україна.
- Поштова станція на 315-му км автошляху М06E40

Поштова станція на 315-му км автошляху
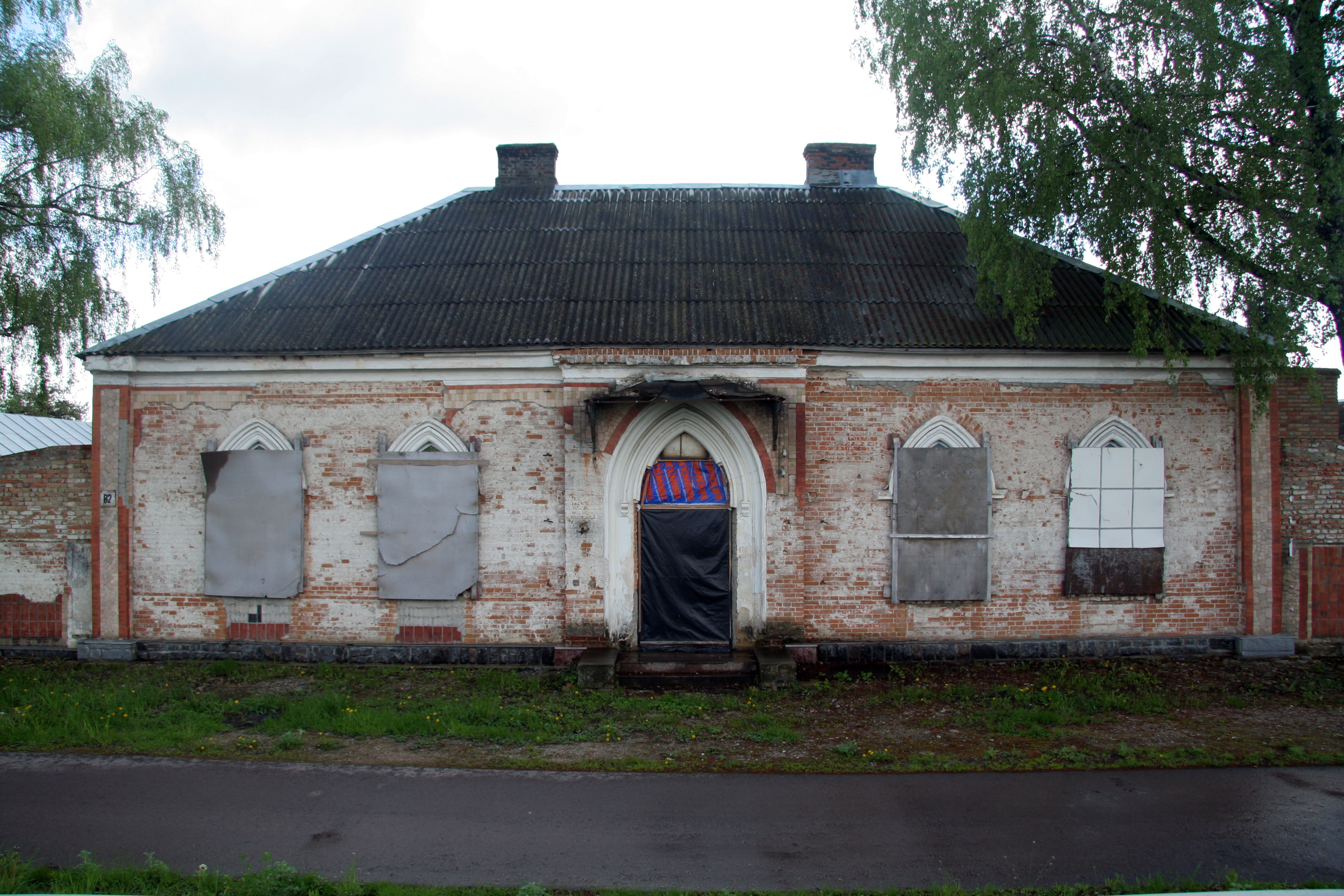
Головний фасад
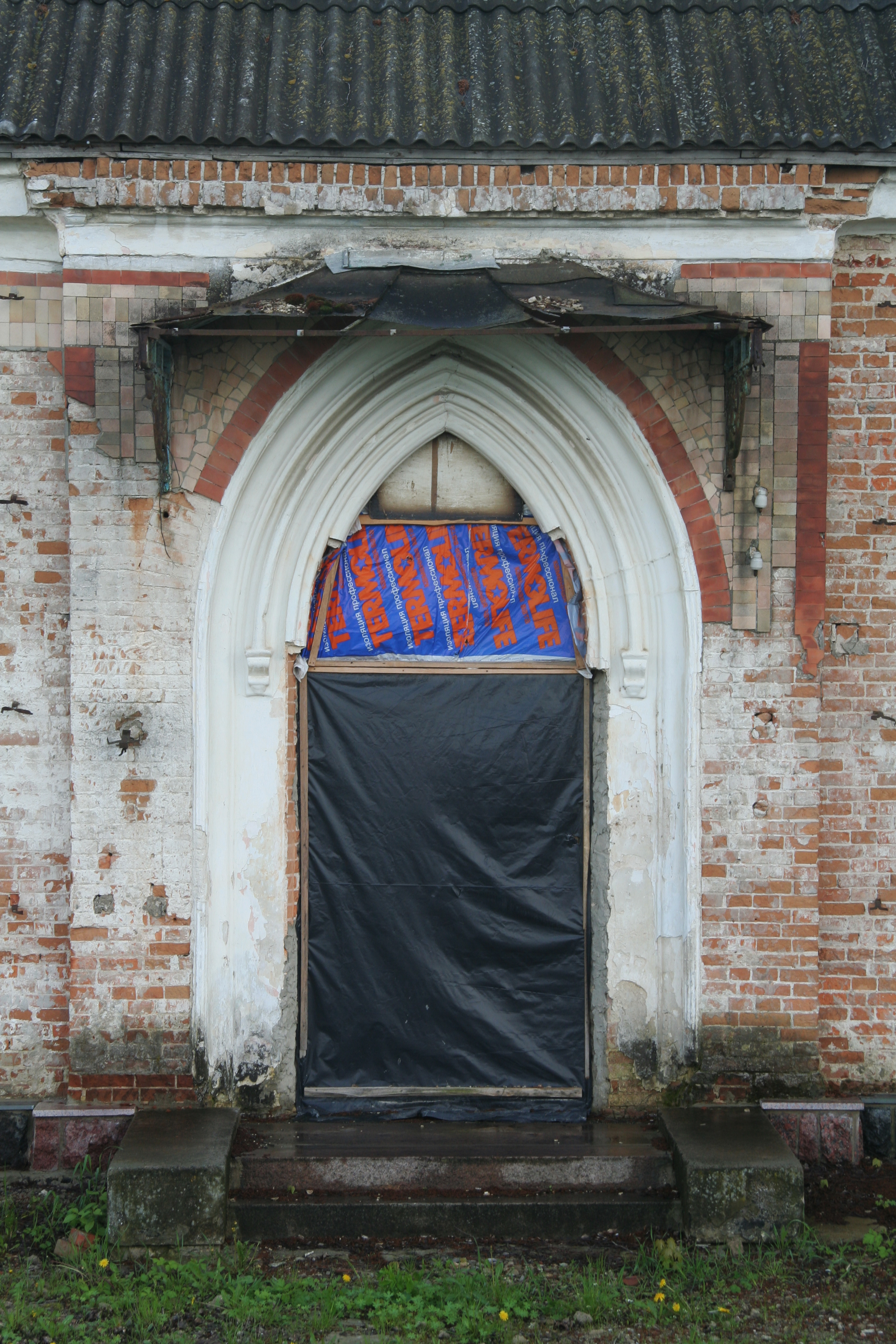
Фрагмент головного фасаду
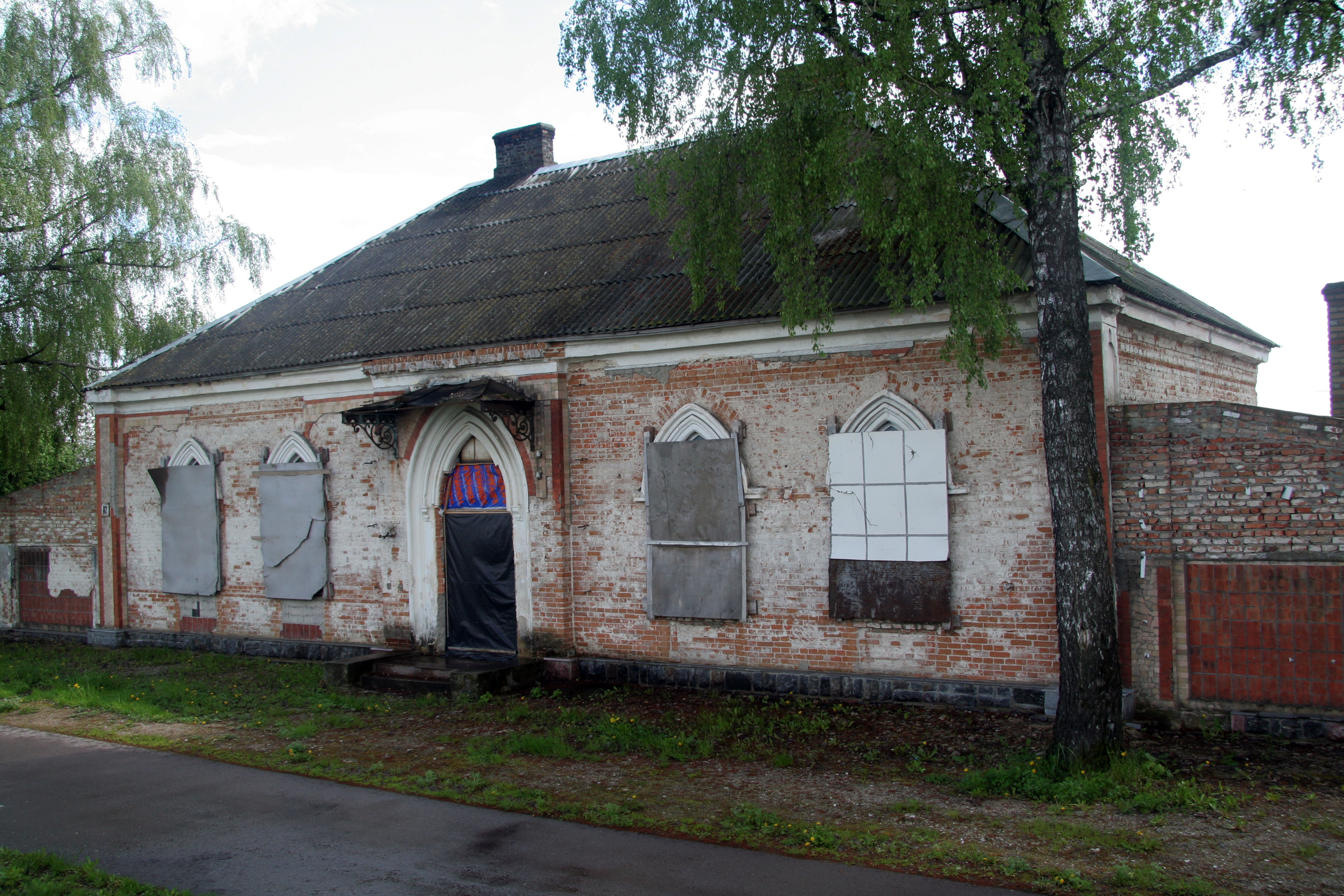
Загальний вигляд

7 листопада 1967 року в селі введена в експлуатацію Рівненська телевежа, яка вперше в Україні почала транслювати кольорове телебачення. На той час на Рівненській телевежі працював досить потужний передавач, який вперше транслював святковий парад у кольорі. У 1972 році в ефірі запрацював ще один потужний передавач. Висота телевежі сягає 239,5 метрів.
14 березня 2022 року, під час російського вторгнення в Україну, внаслідок авіаудару пошкоджено антопільську телевізійну вежу. В результаті влучання російських ракет також було зруйновано адміністративне приміщення, під завалами якого загинула 21 людина.

## Символіка

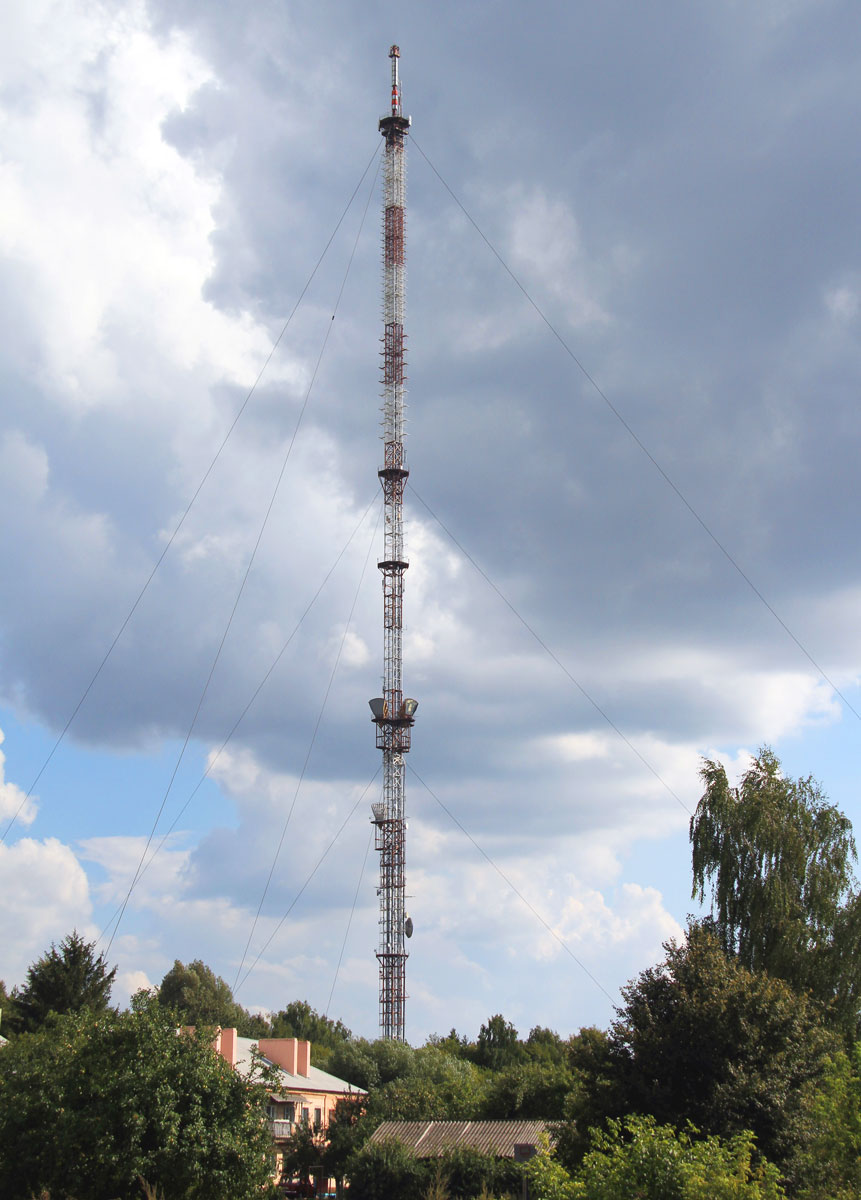
Рівненська телевежа

На золотому щиті чорна телевежа зі срібними антенами на зеленому пагорбі, з якого б'є срібне джерело. Щит обрамований золотим декоративним картушем та увінчаний золотою сільською короною.

## Населення

### Мова
Розподіл населення за рідною мовою за даними перепису 2001 року:
| Мова       | Кількість | Відсоток |
| ---------- | --------- | -------- |
| українська | 503       | 97,86 %  |
| російська  | 10        | 1,94 %   |
| білоруська | 1         | 0,2 %    |
| Всього:    | 514       | 100 %    |